# Antonio y Carmen
Antonio y Carmen fue un dúo musical infantil de los años ochenta en España. Estaba formado por los hermanos Antonio y Carmen Morales, hijos de Rocío Dúrcal y Junior. El dúo consiguió un gran éxito en Japón, donde también se editaron sus canciones.
«Sopa de amor» (1982), compuesta por Luis Gómez Escolar, y «Entre cocodrilos» (1983), son sus temas más conocidos, así como «Angora», dedicada a su mascota.

## Discografía
- Tardes de guateque (WEA, 1982).